# Semaeopus perstrigata
Semaeopus perstrigata là một loài bướm đêm trong họ Geometridae.